# Йожеф Пінтер
Пінтер Йожеф (9 листопада 1953, Будапешт) – угорський шахіст, гросмейстер від 1982 року.

## Шахова кар'єра
Від другої половини 1970-х до кінця 1980-х років належав до числа провідних угорських шахістів. Двічі (у 1978 i 1979 роках) здобув звання чемпіона країни. Упродовж своєї кар'єри здобув низку турнірних успіхів, зокрема, в таких містах, як: Сірак (1985, поділив 1-ше місце), Копенгаген (1985, 1-ше), Прага (1985, поділив 1-ше), Сірак (1986, 2-ге), Варшава (1987, 1-ше), Дортмунд (1988, поділив 2-ге місце) i Леон (1989, посів 1-ше місце). Тричі стартував у міжзональних турнірах (відбору до чемпіонатів світу), посівши такі місця: Лас-Пальмасі (1982 - 8-ме), Таско-де-Аларкон (1985 - 10-те) а також Загреб (1987 - 11-те). Від 1980 року представляв Угорщину на шахових олімпіадах (до 1998 року - вісім разів), здобувши дві медалі: золоту (1984 - в особистому заліку на 5-й шахівниці), а також срібну (1980 - у командному заліку). У 1980–1999 роках шість разів виступив на командних чемпіонатах Європи, на яких здобув дві срібні медалі (1980, 1999), а також одну бронзову (1983) - всі у командному заліку.
Найвищий рейтинг Ело в кар'єрі мав станом на 1 липня 1998 року, досягнувши 2595 пунктів ділив тоді 88-95-те місце в світовій класифікації ФІДЕ, водночас ділив  5-6-те місце (разом з Лайошем Портішом) серед угорських шахістів.

## Зміни рейтингу
| На цьому місці має відображатися графік чи діаграма, однак з технічних причин його відображення наразі вимкнено. Будь ласка, не видаляйте код, який викликає це повідомлення. Розробники вже працюють для того, щоби відновити штатне функціонування цього графіка або діаграми. | |
| | На цьому місці має відображатися графік чи діаграма, однак з технічних причин його відображення наразі вимкнено. Будь ласка, не видаляйте код, який викликає це повідомлення. Розробники вже працюють для того, щоби відновити штатне функціонування цього графіка або діаграми. |